# پلیس‌های تازه‌کار
پلیس‌های تازه‌کار سریالی در گونه درام پلیسی و ساخت کشور کانادا است. این داستان روایت تعدادی کارآموز تازه‌کار است که به پلیس محلی پیوسته‌اند.
این مجموعه قبلاً با دوبلهٔ فارسی از شبکهٔ جم کلاسیک پخش شد و هم‌اکنون از شبکه rubix پخش می‌شود.

## خلاصه داستان
پلیس‌های تازه‌کار داستان ۵ جوان است که به تازگی وارد اداره پلیس شده‌اند و قدیمی‌های این اداره پلیس در حال حاضر با آنها رابطه خوبی ندارند. هر کدام از این ۵ جوان وارد یک بخش می‌شوند یکی بخش اداری، یکی بخش گشت و…. داستان هر قسمت تقریباً از چند داستان در خیابان، در اداره و… هر قسمت در انتها تمام می‌شود و شخصیت‌های داستان‌هایشان یا بهم می‌رسند یا نه…